# Koppelpoort
De Koppelpoort is een dubbele stadspoort in Amersfoort. Het is een combinatie van een land- en waterpoort. De naam is waarschijnlijk afgeleid van het Oost-middelnederlands woord coppel wat gemeenschappelijke weide betekent (ook meent genoemd). Het gebied buiten de poort was een gemeenschappelijk gebied en heette de Koppel. Men gaat ervan uit dat de poort naar dit gebied is vernoemd. De naam duidt dus vermoedelijk niet op het feit dat de poort twee functies heeft.

## Ligging
De poort bevindt zich aan de noordwestkant van de binnenstad, waar het grachtenstelsel – gevoed door de Heiligenbergerbeek vanaf de zuidelijke waterpoort Monnikendam – de binnenstad verlaat en zich samenvoegt met de Flierbeeksingel – het oostelijk restant van buitenste grachtengordel (op de foto links) wat is ontstaan uit de Barneveldse Beek (vroeger Flierbeek); het tegenwoordig gedempte westelijk deel – kortweg Beek in het gebied Bekenstein – liep vroeger langs wat nu de Stadsring heet (foto rechts) en is ontstaan uit de Heiligenbergerbeek. Na het passeren van het (voormalige) havengebied De Koppel, voegt zich hierbij het later gegraven Valleikanaal – op zijn beurt gevoed door de Barneveldse Beek – en gaat het geheel van waterwegen over in de rivier de Eem. De naam Koppelpoort slaat op het gebied buiten de poort wat De Koppel werd en wordt genoemd. Het gebied deed dienst als gemeenschappelijke weidegrond o.a. voor de boerderijen die na de aanleg van de tweede stadsmuur binnen de muren waren komen te liggen.

## Het bouwwerk

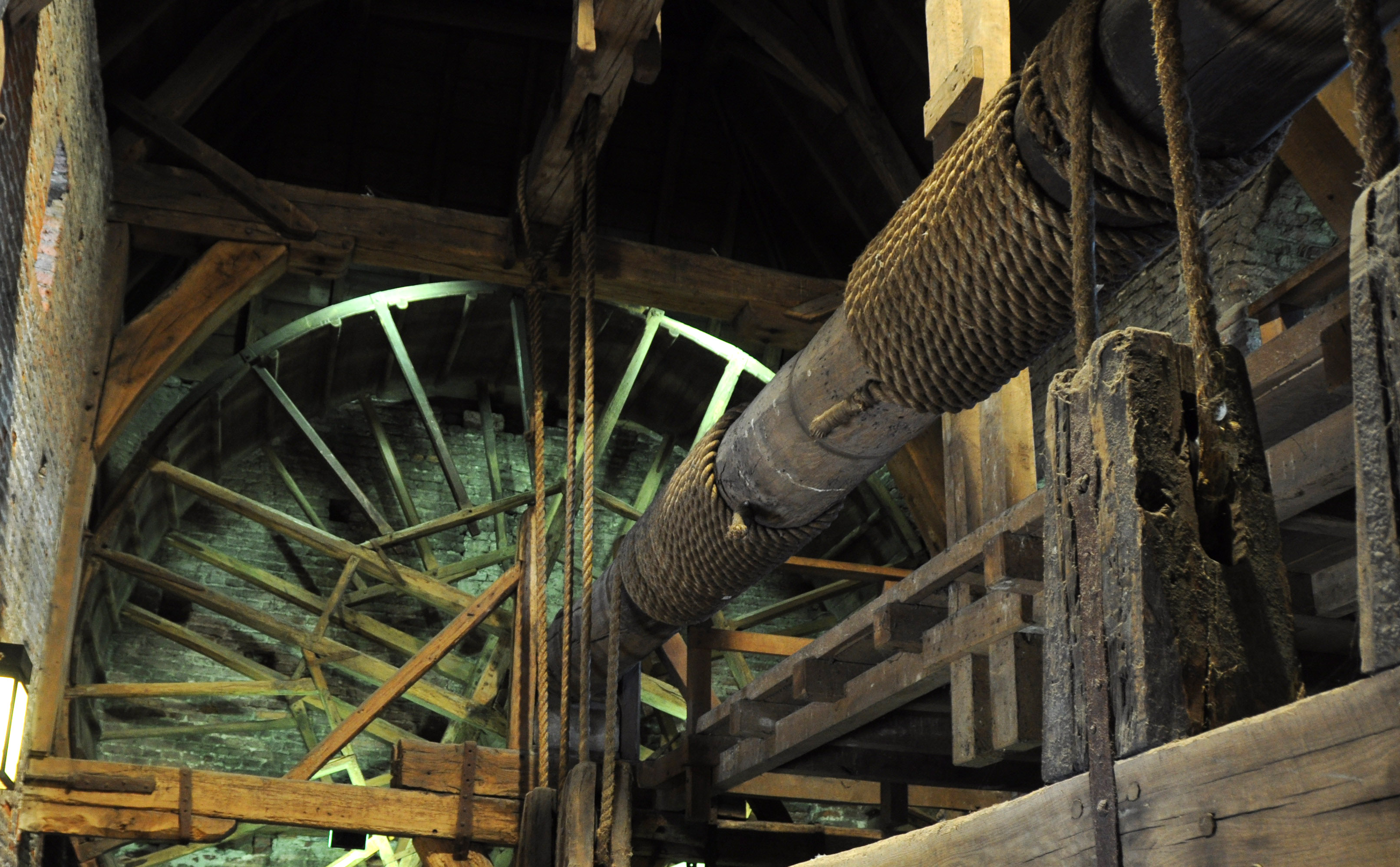
Tredmolen met hijsas aan de binnenkant van de Koppelpoort

De Koppelpoort kon worden gesloten door middel van een dubbele tredmolen. Deze functioneert nog steeds.
Boven de waterpoort bevindt zich een mezekouw, een houten uitbouw vanwaaruit gloeiende pek naar beneden gegooid kon worden.
Tussen 1645 en 1778 stond er voor de Koppelpoort nog een voorpoort. Deze was mogelijk ontworpen door de Amersfoortse architect Jacob van Campen.

## Geschiedenis

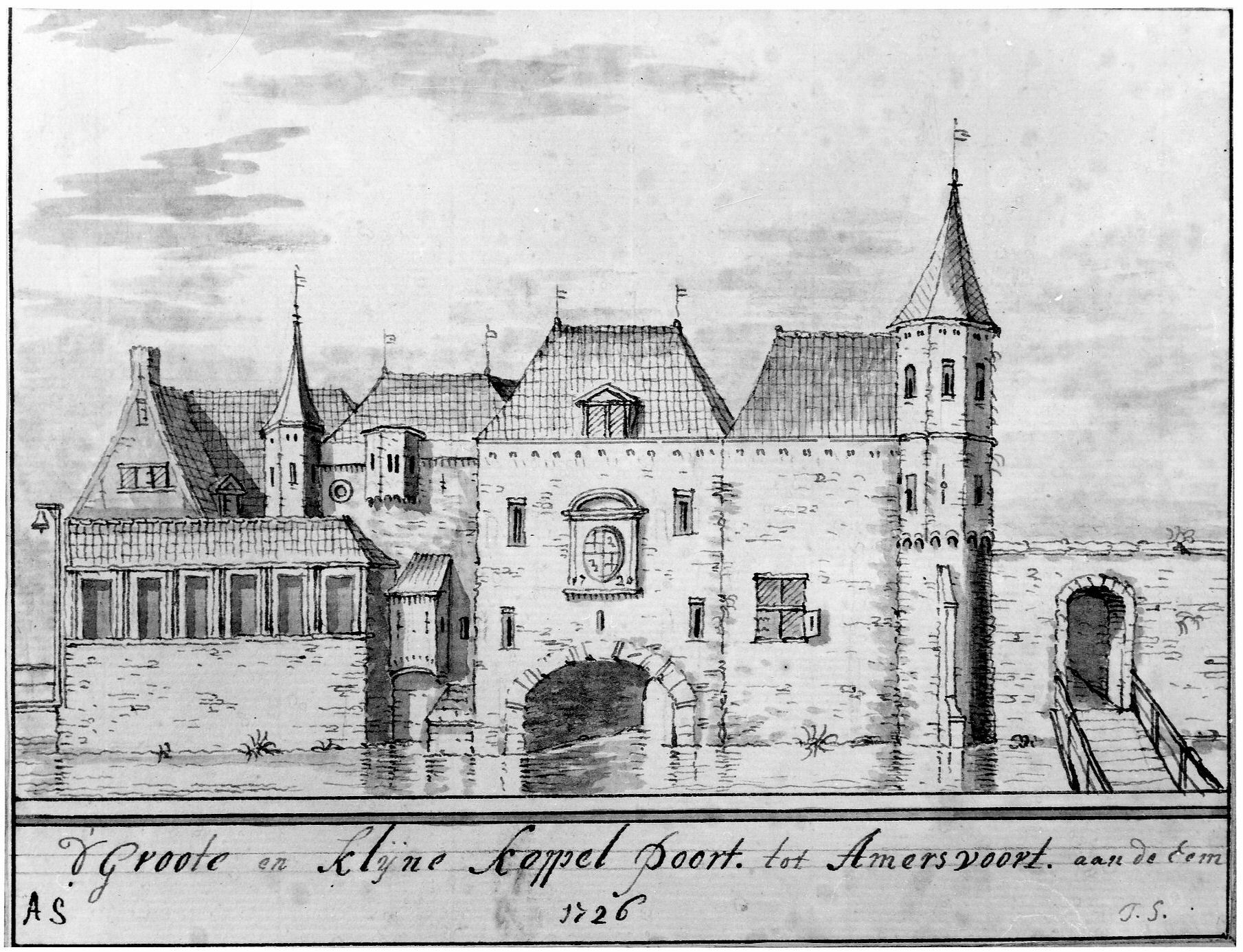
Oorspronkelijke Koppelpoort in 1640

De poort werd tussen 1380 en 1425 gebouwd als onderdeel van de tweede stadsmuur. De gehele muur was rond 1450 voltooid. De poort werd in 1427 aangevallen tijdens het beleg van de stad. Deze aanval werd afgeslagen.
De poort werd elke dag open en dicht gedaan door raddraaiers. De raddraaiers (minimaal 12 personen) werden 's ochtends en 's avonds opgehaald, door meerdere bewakers.
Het was een erg gevaarlijke klus: Als ze niet tegelijk begonnen met lopen dan zou er een kunnen vallen, en de rest meesleuren, met soms fatale afloop.
Voordat het schot naar beneden kon moest het eerst omhoog, om de ijzeren pinnen die erin zaten eruit te halen. Dan pas kon het naar beneden. Terwijl het schot naar beneden gaat, gaat het lopen in het rad steeds makkelijker en sneller, veel mensen struikelden en braken zo ledematen.
De Koppelpoort werd in 1645 vernieuwd na verzakking van de fundamenten door een hoge waterstand van rivier de Rijn. Naast de Koppelpoort werd toen een door water aangedreven volmolen gebouwd.
De Koppelpoort kreeg haar huidige aanzien tijdens de restauratie door Pierre Cuypers in 1885 en 1886. Cuypers verwijderde onder meer een verdieping tussen de beide poorten en verving deze door kantelen. Hierdoor werd het naar toenmalige opvattingen 'mooier' maar het was dus niet authentiek als in de middeleeuwen.
Van 1969 tot 1993 was in de poort een poppentheater gevestigd.
In 1996 werd de laatste restauratie voltooid. Deze is zeer terughoudend en met respect voor de oude bouwmaterialen en de begroeiing uitgevoerd. Hiervoor kreeg de gemeente Amersfoort de Europa Nostra Award uitgereikt.